# St. Peter (Münchnerau)

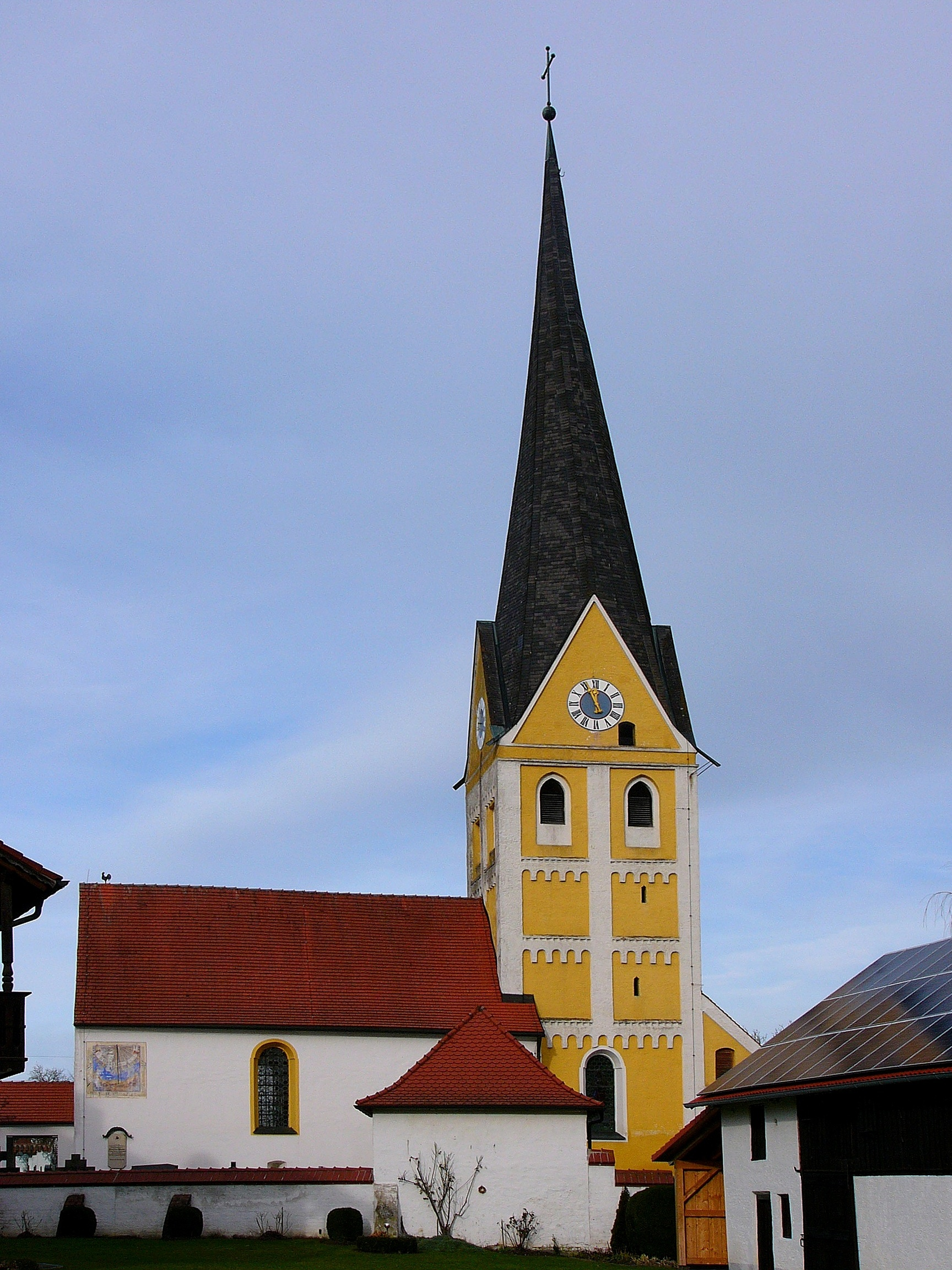
Filialkirche St. Peter von Süden

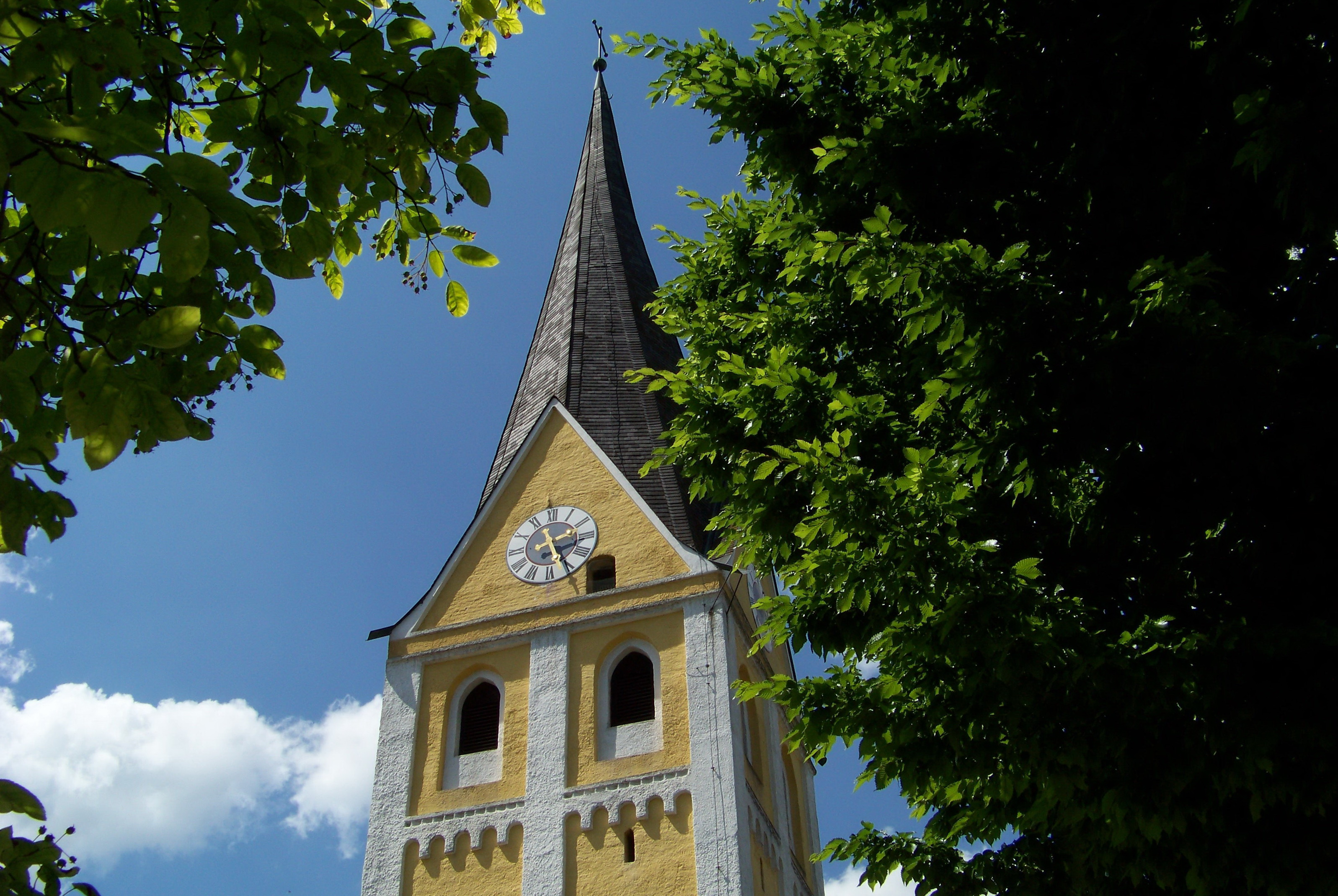
Kirchturm

Die römisch-katholische Filialkirche St. Peter in der Münchnerau, einem Stadtteil der niederbayerischen Bezirkshauptstadt Landshut, ist eine spätromanische Chorturmkirche aus dem 12. oder 13. Jahrhundert, die im 17. und 18. Jahrhundert barockisiert wurde. Da die Kirche links (nördlich) der Isar liegt, gehört sie zur Pfarrei Eugenbach, die wiederum dem Dekanat Landshut des Bistums Regensburg zugeordnet ist. Das dem „Apostelfürsten“ Petrus (Gedenktag: 29. Juni) geweihte Gotteshaus ist als Baudenkmal mit der Nummer D-2-61-000-599 beim Bayerischen Landesamt für Denkmalpflege eingetragen.

## Lage und Umgebung
St. Peter liegt rund fünf Kilometer westlich des Stadtzentrums von Landshut und bildet die Mitte des alten Ortskerns der Münchnerau. Rund 300 Meter südöstlich verläuft der Klötzlmühlbach, knapp 1500 Meter südlich die Isar und der Mittlere-Isar-Kanal. Die Kirche ist von dem kleinen Dorffriedhof umgeben. Dort befindet sich ein Kruzifix, das die Leidenswerkzeuge Christi, Malereien der Gottesmutter Maria und des „Lieblingsjüngers“ Johannes sowie ein Spruchband mit dem Text Von Hass getötet – von Liebe begraben zeigt. Sehenswert sind auch einige schmiedeeiserne Grabkreuze aus dem 17. und 18. Jahrhundert. Die südlich der Kirche befindliche Seelenkapelle wurde um 1730 im Stile des frühen Rokoko errichtet. An der Flachdecke im Innenraum befinden sich Stuckaturen aus der Erbauungszeit.

## Geschichte
Münchnerau, heute Stadtteil von Landshut, ist wesentlich älter als die Kernstadt selbst. Bereits im 8. Jahrhundert sollen sich hier drei Benediktinermönche aus dem Kloster Sankt Emmeram in Regensburg niedergelassen haben, um die Missionierung der bairischen Bevölkerung im Sinne der Agilolfinger Stammesherzöge voranzutreiben. Daher rührt auch der Ortsname Münchnerau, der die Siedlungstätigkeit von Mönchen in der Au beschreibt. Um 750 dürfte aus der Mönchsseelsorge die Urpfarrei Eugenbach entstanden sein, zu der Münchnerau nach deren Neugründung im Jahr 1922 wieder gehört. Das einstige Pfarrgebiet war jedoch ungleich größer und reichte etwa bis Furth, Neuhausen und Oberglaim, also weit in den nördlichen Landkreis Landshut hinein.
Neben der Pfarrkirche in Eugenbach gab es wohl auch in der Münchnerau schon sehr früh einen Kirchenbau. Um 1200 ersetzte jedoch ein erster steinerner Bau die wahrscheinlich hölzernen Vorgängerkirchen. Von diesem spätromanischen Gotteshaus sind noch die drei unteren Geschosse des Chorturmes sowie das Langhaus erhalten. Das vierte und oberste Turmgeschoss mit den spitzbogigen Schallöffnungen und dem Spitzhelm wurde wohl in gotischer Zeit aufgesetzt. Im 17. und 18. Jahrhundert, etwa ab 1660, erfuhr die Filialkirche eine Umgestaltung im Barockstil. Neben einer Vergrößerung der Fensteröffnungen wurde dabei insbesondere die Innenausstattung dem Zeitgeschmack angepasst. Die Kanzel stammt dabei aus der Zeit um 1720, die drei Rokokoaltäre kamen erst um 1750 in die Kirche. Der neugotische Turmhelm wurde in der zweiten Hälfte des 19. Jahrhunderts aufgesetzt.

## Architektur

### Außenbau
Der nach Osten ausgerichtete Saalbau umfasst ein zweijochiges Langhaus unter einem steilen Satteldach, an das auf der Westseite ein kleiner Portalvorbau angefügt wurde. Bis auf die barock veränderten, rundbogigen Fensteröffnungen und eine Sonnenuhr auf der Südseite ist es weitgehend ungegliedert. Auf der Ostseite schließt sich der massige, viergeschossige Chorturm über nahezu quadratischem Grundriss an. Wiederum östlich schließt sich ein kleiner Sakristeianbau mit Pultdach an. Während Langhaus und Vorhalle weiß getüncht sind, sind Chorturm und Sakristei durch ihre gelbe Fassadenfarbe ausgezeichnet.
Das unterste Turmgeschoss, das Richtung Norden und Süden großzügige, rundbogige Fensteröffnungen aufweist, bildet einen eingezogenen Chor. Dieses und die beiden darüberliegenden Geschosse stammen noch aus spätromanischer Zeit und weisen eine Gliederung durch weiße Rundbogenfriese zwischen weißen Lisenen auf, die von einem sogenannten Deutschen Band aus übereck stehenden Ziegelsteinen bekrönt werden. Die früheren, rundbogigen Schallöffnungen im dritten Geschoss sind vermauert. Das vierte, während der Gotik aufgesetzte Turmgeschoss, weist spitzbogige Schallöffnungen in weißen Wandrücklagen auf und geht, durch vier Dreiecksgiebel vermittelt, in einen achtseitigen, neugotischen Spitzhelm über, der mit Holzschindeln gedeckt ist. Er ist mit Turmkugel und Kreuz bekrönt. Bei genauem Hinsehen erkennt der Betrachter, dass der Turmhelm durch den Einfluss von Wind und Wetter heute leicht schief steht.

### Innenraum
Das schmale Langhaus wird von einer Flachdecke überspannt, der leicht eingezogene Chor von einer Flachkuppel. An dem runden Chorbogen ist bis heute die barocke Überformung durch vorgesetzte Pilaster mit verkröpftem Gesims sichtbar. Im rückwärtigen Bereich des Langhauses ist eine Holzempore mit geschwungener Brüstung eingezogen, die auf zwei hölzernen Rundsäulen ruht.

## Ausstattung

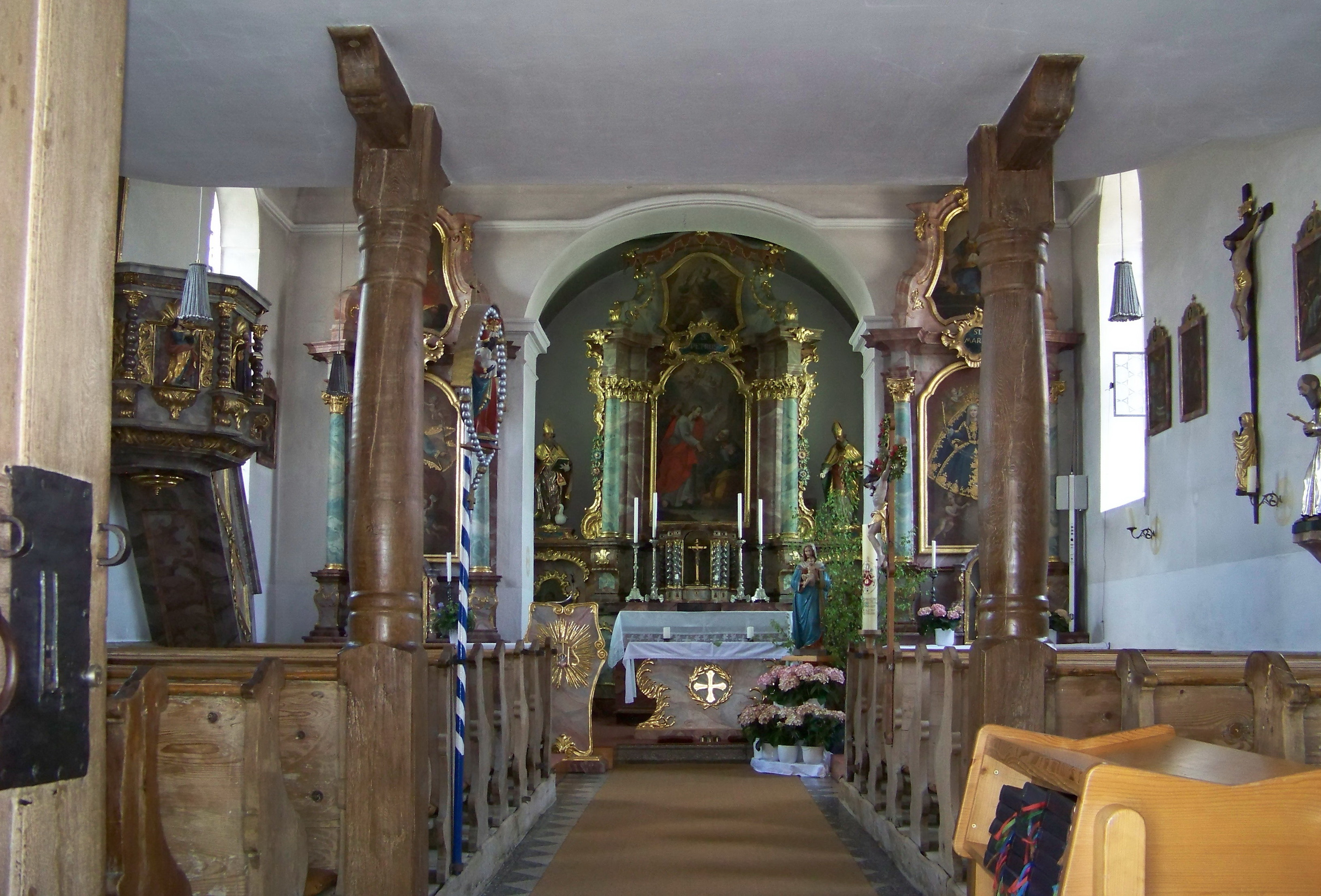
Innenraum

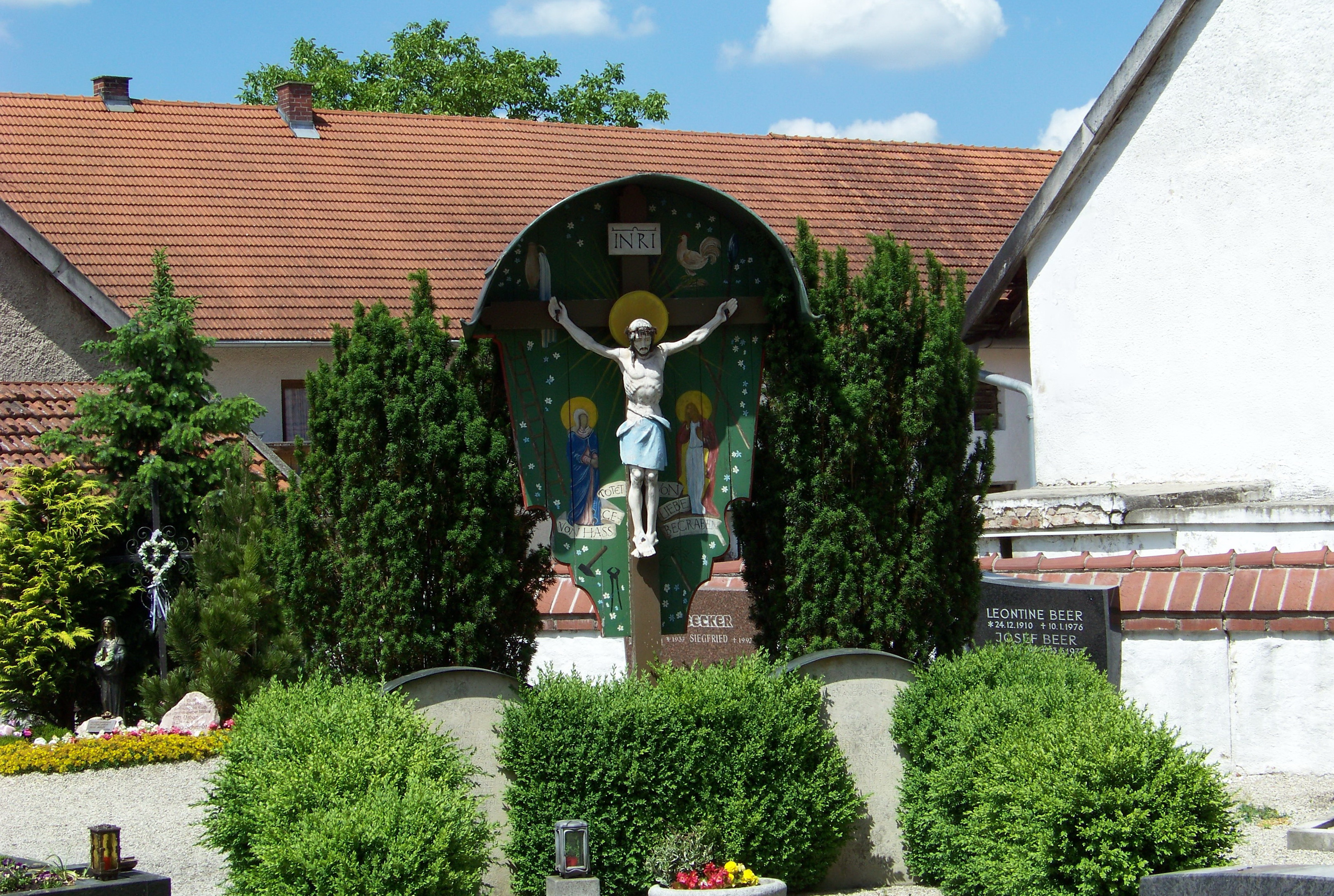
Arma-Christi-Kreuz am Friedhof

### Altäre
Der Rokoko-Hochaltar aus der Zeit um 1750 verfügt über einen konkaven Aufbau, der von zwei Pilastern und zwei schräg gestellten Rundsäulen getragen wird. Über dem Tabernakel mit sechs gewendelten Säulchen befindet sich das Hauptgemälde, auf dem Jesus Christus kurz vor seiner Himmelfahrt die Schlüssel an den Kirchenpatron Petrus übergibt. Den seitlichen Abschluss des Altaraufbaus bildet geschnitztes Rankwerk. Das gemalte Antependium zeigt die Taufe Christi. Die Türblätter der beiden seitlichen Durchgänge tragen Gemälde der „Bauernheiligen“ Wendelin (links) und Notburga (rechts). Darüber befinden sich auf kleinen Podesten die Seitenfiguren der Heiligen Martin (links) und Nikolaus (rechts), die möglicherweise aus der Werkstatt des berühmten Landshuter Rokokobildhauers Christian Jorhan d. Ä. stammen.
Die beiden Seitenaltäre sind wie der Hochaltar im Rokokostil ausgeführt und stammen ebenfalls aus der Zeit um 1750. Auch sie weisen durch je zwei schräg gestellte Rundsäulen eine konkave Form auf. Der nördliche (linke) Seitenaltar zeigt auf dem Hauptbild den heiligen Josef mit dem Jesuskind, im Auszug die heilige Barbara. Anstelle des Tabernakels befindet sich eine kleine Rokokofigur der Madonna mit Kind. Die Mensa ist – wie auch beim Hochaltar – mit einem gemalten Antependium verziert, das hier die Gottesmutter Maria und den „Lieblingsjünger“ Johannes mit dem Leichnam Jesu zeigt. Der rechte Seitenaltar enthält ein Altarblatt der Maria mit dem Jesuskind, beide bekrönt. Die Gottesmutter trägt außerdem einen weiten, schwarzen Barockmantel, die Darstellung ist also vom Typus der Schutzmantelmadonna. Im Auszugsbild ist eine Darstellung der Maria Magdalena zu sehen. Anstelle des Tabernakels befindet sich eine kleine Barockfigur, die eine Kopie der Schwarzen Madonna von Altötting darstellt. Das gemalte Antependium zeigt den Tod Mariens.

### Kanzel
Die spätbarocke Kanzel auf der Evangelienseite stammt aus der Zeit um 1720. Sie besitzt einen polygonalen Korpus, der durch gewundene Ecksäulchen in vier Felder geteilt ist. In diesen befindet sich jeweils eine Muschelnische mit der Figur eines der vier Evangelisten. 

### Übrige Ausstattung
Neben der Kanzel befindet sich eine nahezu lebensgroße Figur der Maria Immaculata, gegenüber eine Kreuzigungsgruppe aus dem 18. Jahrhundert. Zur barocken Ausstattung des 18. Jahrhunderts zählen außerdem die auf Leinwand gemalten Kreuzwegtafeln und eine kleine Figur des Auferstehungschristus, ein Werk aus der späten Schaffenszeit Christian Jorhans d. Ä.
Die Orgel mit fünf Registern wurde 1921 von Leopold Nenninger aus München erbaut.